# سيمين دانيلوف
سيمين دانيلوف (مواليد 20 سبتمبر 1986) هو سبّاح قيرغيزستاني، مثّل بلاده في الألعاب الأولمبية الصيفية 2004.

## روابط خارجية
سيمين دانيلوف على موقع الاتحاد الدولي للسباحة (الإنجليزية)
- سيمين دانيلوف على موقع أوليمبيديا (الإنجليزية)